# 翻轉幸福
是一部2015年美国传记剧情片，改編自美國一位成功女企業家喬伊·曼加諾的真人真事。由大卫·O·拉塞尔执导，珍妮佛·劳伦斯、布萊德利·古柏、罗伯特·德尼罗和艾格·拉米瑞兹主演，讲述一位单身母亲兼发明家的生活。2015年2月16日在波士顿开拍，美国于2015年12月25日上映。劳伦斯赢得第73屆金球獎最佳音樂及喜劇類電影女主角。

## 剧情
1989年，任職東方航空售票員的喬伊·曼加諾是一名單親媽媽，與一對子女、母親特芮和祖母美美，還有前夫東尼同住於紐約蘇福克郡，為了扛起一家的生計而努力打拼。喬伊的父母離異，母親鎮日看電視肥皂劇逃避現實。每當她的父親魯迪在她的家中出現，就與其他家人吵起來。喬伊同父異母的姐姐，佩姬，成就高於預期，經常在喬伊小孩面前說喬伊的不是。佩姬和魯迪父女感情親密。儘管祖母和她最好的朋友潔祺都相信不認命的她能夠追求自己的想法，成為一個女強人，然而母親特芮從未認真對待她成為成功發明家的夢想。
風流的魯迪跟第三任妻子離婚後，又搭上有些從商經驗的意大利富孀特魯迪。在特魯迪的遊艇上，喬伊打翻一杯紅酒後試圖打掃，在扭乾拖把的時候，被卡在拖把中的玻璃碎片割傷手。回家後，喬伊懷著改良傳統拖把的構想，親自繪製易扭乾易清潔魔術拖把的設計藍圖。她借了父親魯迪的車庫，在朋友的幫助下，建立魔術拖把的原型後，說服特魯迪為產品投資。
為了避免潛在的商業及專利訴訟，楚迪的律師連絡上一位香港公司駐美國德州的代表。據稱該公司創建了一件類似的產品，並在加州設有金屬塑膠射出成型工廠。喬伊支付了$50,000美元權利金給那間公司，並委託該工廠製造魔術拖把零件。但當工廠反覆為故障零件向喬伊開立發票，她告知魯迪及佩姬拒絕支付。喬伊透過關係會見QVC公司高層尼爾·沃克宣傳自家產品。她快捷簡單地滿足尼爾對新產品的要求，令他印象深刻，並向她展示自家透過募捐系統出售創業者產品的電視購物節目，要求喬伊生產並提供50,000個魔術拖把。特魯迪建議喬伊拿她的房子作二次貸款來支付費用。首次電視購物節目因展示人員對拖把不熟悉而告失敗，心懷不滿的喬伊到QVC公司上節目親自宣傳拖把，堅持以家庭主婦的本來面目上鏡頭，迅即連人帶貨一炮而紅。
喬伊的產品一鳴驚人的同時，祖母美美驟逝。雪上加霜的是，被魯迪和特魯迪派到加州與對方談判爭議款項的佩姬告知，支付了過高的生產費用，憤怒的喬伊前往加州要求製造商退回款項未果，還發現製造商盜取她的專利設計。楚迪的律師表示他們沒有甚麼辦法能防止這種情況出現，也無法強迫對方退款。現金告罄的喬伊等人被迫要各自申請破產。經重新檢視複雜的合約條款並查明實情後，喬伊直飛德州，與自以為行蹤神秘的香港公司代表兼加州工廠老闆德瑞克攤牌，表示已與香港總公司通過話，確認德瑞克的法外行為未經授權，香港公司也未擁有該項專利，所以自家律師已準備好進一步處置。自知無勝算的德瑞克只得連本帶利退回所有款項，及額外賠償。
幾年後，喬伊成為富有的女企業家，經營一家成功的企業，幫助和當初的她一樣有想法而無資源的發明家們。也繼續照顧一大家子，儘管父親魯迪和姐姐佩姬企圖奪取公司所有權未遂。尼爾成了商業往來夥伴。她的好友潔祺和前夫東尼也仍是喬伊最看重的人生顧問。

## 角色
| 演員              | 角色        |                        |
| ----------------- | ----------- | ---------------------- |
| 詹妮弗·劳伦斯     | 喬伊·曼加諾 | 擁有兩名孩子的女發明家 |
| 黛安·拉德         | 美美        | 喬伊的外婆             |
| 維吉尼亞·馬德森   | 特芮        | 喬伊的母親             |
| 艾格·拉米瑞茲     | 東尼        | 喬伊的前夫             |
| 勞勃·狄尼洛       | 魯迪        | 喬伊的父親             |
| 伊莎貝拉·羅塞里尼 | 特魯迪      | 喬伊父親的女友         |
| 布萊德利·庫柏     | 尼爾·沃克   | QVC公司高層            |

## 反响
烂番茄新鲜度60%，Metacritic上得到56分，收获混合口碑。北美首周末获得1750万美元列第三位。